# Fadi Kassem
Fadi Kassem (født 1983 i Libanon) er en århusiansk pædagog og debattør, særligt i spørgsmål om integration. Hans mor er dansk-palæstinenser og hans far dansk-syrer. Kassem var hovedperson i den danske dokumentarfilm Ghettodrengen fra 2012.

## Baggrund
Fadi Kassem blev født i Libanon. Hans far var fra Syrien og født i en mellemstor beduinstamme, men flygtede som 14-årig til Beirut i Libanon, hvor han blev tilknyttet PLO. Han mødte Fadi Kassems mor i en palæstinensisk flygtningelejr; sammen fik de fire børn. Efter at faderen havde mistet sit ene ben, flygtede han fra borgerkrigen i Libanon til Danmark. Senere blev hans kone og fire børn familiesammenført, og dermed kom Fadi Kassem til Danmark som syv-årig. Barndommen i Danmark blev problematisk: Fadi og hans brødre blev tvangsfjernet fra hjemmet, og han boede en tid på døgninstitutionen Himmelbjerggården. Som teenager blev han indblandet i kriminalitet, indtil han i 2003 fik tilbudt et job på Kontaktstedet, et værested for de rodløse unge i Gellerup.
Med jobtilbuddet fulgte et krav om, at han skulle uddanne sig til pædagog, som han nødtvungent gik ind på. Han har  siden da arbejdet på Kontaktstedet, i dag som stedets daglige leder.
Dokumentarfilmen Ghettodrengen, som blev til over en periode på fire år, følger Kassem i hans arbejde med utilpassede unge i Gellerup og ikke mindst med den 14-årige Bekir, der er så godt som opgivet af myndighederne.
I 2015 blev han nomineret til Aarhus Takker-prisen for sit arbejde med udsatte unge i Gellerup.
I integrationsdebatten har Fadi Kassem efterlyst tydelighed overfor indvandrere og efterkommere. Han har kritiseret den danske "integrationsindustri" for at være ineffektiv og provokerende udtalt, at rockere som Jønke har været bedre til at integrere indvandrere end mange professionelt ansatte.
Fadi Kassem er  forfatter til den selvbiografiske e-bog "Fadi - krigsbarn, rod og rollemodel", der blev udgivet på Turbine Forlaget i 2012.